# Будинок на вулиці Великого Кобзаря, 11
Житловий будинок («Будинок професури») по вулиці Великого Кобзаря (раніше Першотравневій), 11 у Центрально-Міському районі.

## Передісторія
У 1930 р. за типовим проектом Харківського Державного інституту промислового містобудування (Діпромістобуд) було розпочато будівництво майбутнього житлового будинку для науковців Криворізького гірничорудного інституту. Керівником будівництва був призначений виконроб Д. Д. Павлов. Навесні 1932 р. відбулася здача об'єкта на чотири поверхи, шість під'їздів та 54 квартири. У першому, четвертому та шостому під'їздах розташовані двох і трикімнатні квартири, у другому та п'ятому — по дві трикімнатні на першому поверсі, по три двокімнатних на 2-4 поверхах, по дві чотирикімнатних — тільки в третьому під'їзді. Історична назва пам'ятки — «будинок професури» (до Другої світової війни — «будинок червоної професури»).
Опалення будинку у 1930-х — 1950-х рр. було пічне, після відбудови міста проведено централізоване опалення, встановлено газові нагрівальні колонки.
Відповідно до розпорядження голови Дніпропетровської державної адміністрації від 12.04.1996 р. № 158-р Житловий будинок («Будинок професури») є пам'яткою архітектури місцевого значення міста Кривий Ріг з охоронним номером 129.

## Споруда
Пам'ятка — цегляна чотириповерхова споруда П-подібної в плані форми, з шістьма під'їздами, тинькована, фасад якої пофарбований у рожево-сірий колір. Належать до стилю конструктивізм, один з перших чотириповерхових житлових будинків міста.